# Micropentila mamfe
Micropentila mamfe är en fjärilsart som beskrevs av Larsen. Micropentila mamfe ingår i släktet Micropentila och familjen juvelvingar. Inga underarter finns listade i Catalogue of Life.